# Торино и Пашата
Торино и Пашата (на английски: Torino & Pashata) е български латино-регетон дует, известен с песните си Gucci Forema, Te Amo, Довиждане, Queen & King и други.

## Биография на членовете
Павел Росенов Денов, с прякор Pashata, е роден през 1994 г. в Русе. Завършва математическата гимназия „Баба Тонка“ в родния си град с профил информатика през 2012 г. През годините работи като мениджър в сферата на продажбите, а през 2016 г. става мениджър на ресторант и нощен клуб. Така се запознава отблизо със спецификите на музикалния бизнес; в този период се запознава и със своята дуетна половинка Тодор Димитров – Torino.
Тодор Димитров, с прякор Torino, е роден през 2000 г. в град Тутракан и от малък има интерес към музиката. Когато е на 6-годишна възраст, дядо му го записва на школа по акордеон; впоследствие се научава да свири и на пиано. Възпитаник е на Националното училище по изкуствата „Проф. Веселин Стоянов“ в Русе, което завършва през 2019 г.

## История на дуета
През 2018 г. Pashata подава ръка на Torino с цел да го запознае с един от най-популярните артисти[поясни] по това време, но идеята така и не се реализира. Впоследствие Pashata предлага на Torino да направи кавър на една вече остаряла песен на Kingsize "за нея"  и да намерят вариант да финансират проекта. Torino се съгласява, но поставя едно условие – да запишат заедно песента. Това поставя началото на съвместната им работа. Дуетът е сформиран през 2019 г. в Русе. Двамата основават и своя общ музикален лейбъл „KINGS RECORDS“.
Дуетът бързо натрупва популярност. През 2021 г. правят своето първо турне, носещо името Latino Gang. Песните им имат милиони гледания в Ютуб. Песента им Te Amo е гледана над 15 милиона пъти. Записват песни с популярните попфолк изпълнителки Алисия (през 2021 г.) и Камелия (през 2022 г.).
Песента им Cabriolet е най-дълго задържалата се песен в класацията на The Voice Radio & TV.
През са основни лица на най-голямото музикално турне в страната – The Voice Coca-Cola Happy Energy Tour.
През февруари 2024 г. озвучават съответно Луис и Лука в норвежкия анимационния филм „Луис и Лука: Мисия до Луната“, който излиза по кината на 1 март 2024 г.

## Дискография

### Сингли
- Елвис Пресли (2019)
- Пред никого на колене! (2019)
- For Her (2019)
- Tequila (2019)
- Cherna Pantera (2019)
- Te Amo (2019)
- Усещаш ли (2019)
- Cabriolet (2020)
- O Mammy (2020)
- Queen & King (2020)
- Довиждане (2021)
- Беля (2021)
- Banditos (2021)
- Обединени (2021)
- Любов или Не (2021)
- Plan B (2022)
- Djanam (2022)
- Diva (2022)
- Свързани души (2022)
- Casanova (2022)
- GUCCI FOREMA (2023)
- Mi amore (2023)
- На Мода (2023)
- Ако ти върна (2023)
- Звънни ми (2024)
- Отпечатъци (2024)
- Олимпийски игри (2024)
- S'Agapao (2024)
- Добър вечер (2024)
- 100 Игли (2025)
- Гола (2025)
- Гола-Remix (2025)
- Циганска сватба (2025)